# ۶ (پیش از میلاد)
۶ (پیش از میلاد) ششمین سال قبل از شروع تقویم میلادی است.

## درگذشتگان
- سوسانو در سن ۶۱ سالگی

‎